# Déséquilibre général
Le déséquilibre général est un concept d'économie qui désigne la possibilité pour tous les marchés d'être en situation de déséquilibre au même moment. La théorie du déséquilibre général est concurrente de celle de l'équilibre général, soutenu par les économistes de la nouvelle économie classique. Le déséquilibre général a été l'objet d'une théorie explicative appelée théorie du déséquilibre. 

## Concept
Un déséquilibre général désigne un déséquilibre sur tous les marchés agrégés, tels que le marché monétaire, le marché du travail, ou d'autres encores. Les raisons conduisant à un défaut d'ajustement sont multiples. Ils empêchent l'offre et la demande de fonctionner et de permettre une convergence vers un point d'équilibre.

## Histoire
Les causes du déséquilibre général ont été étudiées par de nombreux économistes. Si les perspectives de l'équilibre général et de l'équilibre partiel de Léon Walras et Alfred Marshall sont dominantes jusqu'à la Grande Dépression, les travaux de John Maynard Keynes, dont notamment sa Théorie générale de l'emploi, de l'intérêt et de la monnaie, ouvrent la voie au concept de déséquilibre général. Pour Keynes, il n'y a aucune raison pour que les marchés convergent spontanément vers l'équilibre. 
Après la mort de Keynes, c'est la synthèse néoclassique qui reprend le programme de recherche du déséquilibre général. Paul Romer a ainsi qualifié les recherches sur le déséquilibre général de « sommet de la synthèse néoclassique ». La recherche dans le champ du déséquilibre général est stimulée par la fin du programme de recherche sur l'équilibre général (modèle Arrow-Debreu), qui prouve que l'équilibre général peut avoir lieu, mais sous des conditions très restrictives. Ainsi, la publication du théorème de Sonnenschein, qui rend compte du caractère irréaliste de la théorie de Kenneth Arrow et Gérard Debreu, ouvre la voie à la multiplication des travaux sur le déséquilibre général dans les années 1960.
Dans les années 1970, des travaux importants sont publiés dès le début de la décennie, dont notamment par Robert Barro et Herschel Grossman en 1971, avec un article appelé « A General Disequilibrium Model of Income and Employment ». Ils sont suivis par Younes (1975), Weitzman (1977), ainsi que par Muelbauer et Portes (1978). Ces auteurs créent des modèles économiques à prix rigides ou visqueux, qui empêchent les marchés de s'équilibrer, et où le déséquilibre général est la norme. L'avancée la plus importante sera due aux travaux d'Edmond Malinvaud et de Jean-Pascal Benassy (1977 pour le premier, 1975, 1982 et 1983 pour le second), qui créent la théorie du déséquilibre en se basant sur le concept de déséquilibre général.
Pour Gregory Mankiw, ce concept a été un point vers la nouvelle économie keynésienne. L'économie marxiste soutient également une approche liée au déséquilibre général.